# توپولینسکی لسخوز
توپولینسکی لسخوز (به لاتین: Topolinsky Leskhoz) یک منطقهٔ مسکونی در روسیه است که در سرزمین آلتای واقع شده‌است.